# Seat 133
Seat 133 är en personbil, tillverkad av den spanska biltillverkaren Seat mellan 1974 och 1979. Bilen fortsatte att tillverkas i Argentina till 1982.
Bilen presenterades 1974 och var en uppdatering av modellen 850. Motor och övrig mekanik hämtades från Fiat 850 och karossen bär tydliga spår av Fiat 126. Bilen exporterades även under namnet Fiat 133.
Fiat i Argentina tillverkade bilen mellan 1977 och 1982 under namnet Fiat 133, med motor från Fiat 127.
- Wikimedia Commons har media som rör Seat 133.